# Tehelné pole
A Tehelné pole vagy más néven Nemzeti Futballstadion (szlovákul Národný futbalový štadión) egy multifunkcionális stadion Szlovákia fővárosában, Pozsonyban. Itt játssza hazai mérkőzéseit az ŠK Slovan Bratislava és a szlovák labdarúgó-válogatott. 2019-ben nyitották meg, a nyitómérkőzésen a Slovan 2–0-ra győzte le az ősi rivális Spartak Trnava együttesét. Jelenleg 22 500 fő befogadására alkalmas.

## Fekvése
A stadion Pozsony Újváros nevű városrészében helyezkedik el, a 3-as számú járásban.  A terület régi magyar elnevezése Téglamező. 
A stadion alatti parkoló 994 autó befogadására alkalmas.

### Megközelítése
Közösségi közlekedéssel:
| Járat           | Vonal                                                 | Állomás              | Gyalogos távolság |
| --------------- | ----------------------------------------------------- | -------------------- | ----------------- |
| Villamos        | 4                                                     | Česká, Nová doba     | 300-400 m         |
| Trolibusz       | 47, 60, 61                                            | TIPOS aréna          | 600 m             |
| Busz            | 39, 53, 63, 75, 78, 98, 163, N74                      | Bajkalská, Nová doba | 200-250 m         |
| Regionális busz | 506, 520, 540, 550, 565, 599, 610, 620, 622, 630, 632 | Bajkalská, Nová doba | 200-250 m         |

## Külső hivatkozások
- Modern Tehelná NFS on the field with a capacity of 22,000 seats Archiválva 2020. április 14-i dátummal a Wayback Machine-ben
- State to finance Sk3 billion football stadium